# Carl David Anderson
Carl David Anderson (Nova Iorque, 3 de setembro de 1905 — San Marino, 11 de janeiro de 1991) foi um físico estadunidense. Ele é mais conhecido por sua descoberta do pósitron em 1932, uma conquista pela qual recebeu o Prêmio Nobel de Física em 1936, e do múon em 1936.

## Vida
Anderson nasceu na cidade de Nova York, filho de imigrantes suecos. Ele estudou física e engenharia na Caltech (Bacharel, 1927; Ph.D., 1930). Sob a supervisão de Robert A. Millikan, ele iniciou investigações sobre raios cósmicos durante as quais encontrou rastros de partículas inesperadas em suas (versões modernas agora comumente chamadas de Anderson) fotografias de câmara de nuvens que ele interpretou corretamente como tendo sido criadas por uma partícula com a mesma massa que o elétron, mas com carga elétrica oposta. Essa descoberta, anunciada em 1932 e posteriormente confirmada por outros, validou a previsão teórica de Paul Dirac sobre a existência do pósitron. Anderson detectou pela primeira vez as partículas em raios cósmicos. Ele então produziu provas mais conclusivas disparando raios gama produzidos pelo nuclídeo radioativo natural ThC'' (208Tl) em outros materiais, resultando na criação de pares pósitron-elétron. Por este trabalho, Anderson dividiu o Prêmio Nobel de Física de 1936 com Victor Hess.  Cinquenta anos depois, Anderson reconheceu que sua descoberta foi inspirada pelo trabalho de seu colega de classe da Caltech. Chung-Yao Chao, cuja pesquisa formou a base a partir da qual muito do trabalho de Anderson se desenvolveu, mas não foi creditado na época.
Também em 1936, Anderson e seu primeiro aluno de pós-graduação, Seth Neddermeyer, descobriram um múon (ou 'mu-meson', como foi conhecido por muitos anos), uma partícula subatômica 207 vezes mais massiva que o elétron, mas com o mesmo negativo carga elétrica e spin 1/2 como o elétron, novamente em raios cósmicos. Anderson e Neddermeyer inicialmente acreditaram ter visto um pion, uma partícula que Hideki Yukawa havia postulado em sua teoria da interação forte. Quando ficou claro que o que Anderson tinha visto não era o píon, o físico Isidor Isaac Rabi, confuso sobre como a descoberta inesperada poderia se encaixar em qualquer esquema lógico da física de partículas, perguntou curiosamente "Quem ordenou isso?" (às vezes, conta a história que ele estava jantando com colegas em um restaurante chinês na época). O múon foi o primeiro de uma longa lista de partículas subatômicas cuja descoberta inicialmente confundiu os teóricos que não conseguiam fazer o confuso "zoológico" se encaixar em algum esquema conceitual organizado. Willis Lamb, em sua palestra sobre o Prêmio Nobel de 1955, brincou dizendo ter ouvido dizer que "o descobridor de uma nova partícula elementar costumava ser recompensado com um Prêmio Nobel, mas tal descoberta agora deveria ser punida com uma multa de 10 000 dólares".
Anderson passou toda a sua carreira acadêmica e de pesquisa na Caltech. Durante a Segunda Guerra Mundial, ele conduziu pesquisas em foguetes lá. Ele foi eleito para a Academia Nacional de Ciências dos Estados Unidos e para a Sociedade Filosófica Americana em 1938. Ele foi eleito membro da Academia Americana de Artes e Ciências em 1950. Ele recebeu o Prêmio Golden Plate da American Academy of Achievement em 1975. Ele morreu em 11 de janeiro de 1991, e seus restos mortais foram enterrados no Forest Lawn, Hollywood Hills Cemetery em Los Angeles, Califórnia. Sua esposa Lorraine morreu em 1984.

## Publicações selecionadas
- Anderson, C. D. (1933). «The Positive Electron - "O Elétron Positivo"». Physical Review. 43 (6): 491–494. Bibcode:1933PhRv...43..491A. doi:10.1103/PhysRev.43.491
- Anderson, C. D. (1932). «The Apparent Existence of Easily Deflectable Positives - "A aparente existência de pontos positivos facilmente desviáveis"». Science. 76 (1967): 238–9. Bibcode:1932Sci....76..238A. PMID 17731542. doi:10.1126/science.76.1967.238
- Anderson, C. D. (technical advisor) (1957). The Strange Case of the Cosmic Rays - "O Estranho Caso dos Raios Cósmicos". The Bell Laboratory Science Series